# Burg Kinzweiler
Die Burg Kinzweiler ist eine Wasserburg im Eschweiler Stadtteil Kinzweiler auf der östlichen Seite der Wardener Straße gegenüber der Einmündung der Kirchstraße.
Das Rittergut war eines der größten und bedeutendsten in der Region Aachen/Düren. Von ihm steht heute nur noch das Herrenhaus, das sich in Privatbesitz befindet und deshalb nur von außen besichtigt werden kann.

## Geschichte
Als Erbauer der Kinzweiler Burganlage gilt die Familie von Palant, welche die Herrschaft Kinzweiler mitsamt zwei dort existierender Motten 1420 von den Erben der Ritter von Kinzweiler erwarb. Historiker nehmen an, dass die Familie in der Nachfolgezeit die nicht mehr zeitgemäßen Motten als Wohnsitz aufgab und stattdessen die zu Beginn des 16. Jahrhunderts von Dietrich von Palant neu errichtete Burg Kinzweiler nutzte.
Bis 1639 blieb die Anlage im Besitz der Familie und kam anschließend an Graf Philipp Dietrich von Waldeck, einem Urenkel des Floris von Palant, ehe Herzog Ernst Friedrich I. von Sachsen-Hildburghausen sie im Jahre 1707 erwarb. Dessen Nachkommen veräußerten die Burg 1747 an den Kurfürsten und Jülicher Herzog Karl Theodor von der Pfalz. Der Herzog ließ die gesamte Anlage etwa in der Mitte des 18. Jahrhunderts im Stil des Barocks umgestalten und erweitern, wobei Teile der alten, gotischen Bausubstanz in den Umbau einbezogen wurden.
1782 erwarben die Grafen von Hatzfeld den Besitz und verpachteten ihn nachfolgend, ehe sie ihn im Jahre 1845 an die herzogliche Familie von Arenberg veräußerten. Weitere Besitzerwechsel folgten: 1928 erwarb der Eschweiler Bergwerks-Verein die Burg und verkaufte sie 1956 an die Rechtsvorgängerin der heutigen Rheinbraun AG. Diese ließ 1970 die beiden langgestreckten, rechteckigen Vorburgen abreißen. Dort hatten sich Stallungen, Scheunen und Geräteschuppen, die burgeigene Schmiede, eine Stellmacherei, eine Brauerei und – bis 1884 – auch eine Ölmühle befunden. Als die Burg durch den nahe liegenden Braunkohletagebau gefährdet war, erwarben 1981 fünf Familien gemeinsam das übrig gebliebene Herrenhaus und ließen es zu Wohnzwecken umgestalten.

## Baubeschreibung

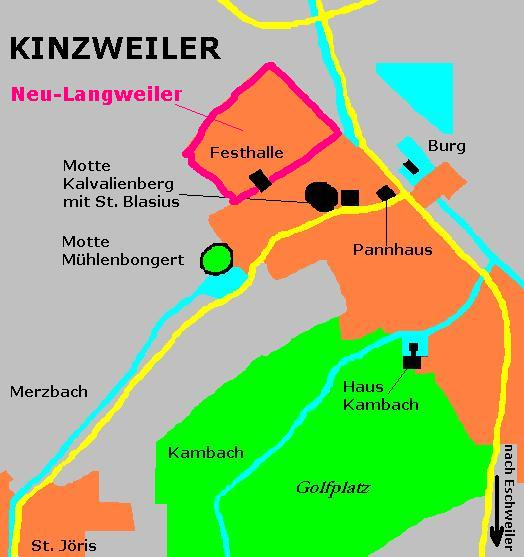
Lageplan der Burg

Bei dem Herrenhaus des Kinzweiler Burg handelt es sich um ein dreiflügeliges, mit Efeu umranktes Gebäude aus Backstein, das an drei Seiten von einer Gräfte umgeben ist. Bis zum Beginn des Braunkohlentagebaus wurde diese von dem westlich vorbeifließenden Merzbach gespeist. Auch wenn der südliche Flügel des Hauses wesentlich kürzer als der nördliche ist und so die Burg auf den ersten Blick wie eine Zweiflügelanlage erscheint, umrahmen die Gebäudeflügel einen typisch barocken Ehrenhof, der über eine zweiläufige Treppe zu erreichen ist. Die ältesten Gebäudeteile sind der teilweise aus Bruchstein gefertigte Keller, der nur zu einem geringen Teil unter Erdniveau liegt, sowie einige gotische Quersprossenfenster an der Hofseite des Südflügels. Die übrigen Stichbogenfenster des Gebäudes sowie das Walmdach stammen aus der Mitte des 18. Jahrhunderts.
Während des Innenumbaus mit einhergehender Entkernung nach 1981 wurde dem ehemals zweigeschossigen Gebäude durch Einziehen neuer Zwischendecken ein drittes Geschoss hinzugefügt und die alte Bausubstanz fast gänzlich vernichtet. Erhalten sind lediglich zwei barocke Stucksäle und ein eichengetäfeltes Empire-Zimmer aus napoleonischer Zeit.

## Kurioses
Einer um 1900 vom Dürener Sagensammler Heinrich Hoffmann aufgezeichneten Überlieferung zufolge wurden die Knechte, die in der Scheune des Gutshauses nächtigten, von einem werwolfartigen Wesen geplagt, das der Beschreibung nach eine große Ähnlichkeit mit dem als Aufhocker bekannten Unhold der deutschen Sagenwelt hatte. Das Untier setzte sich auf die Brust des schlafenden Mannes, der wie gelähmt war, nicht schreien konnte und beinahe vor Atemnot und Angst erstickte.